# Kazimierz Paszkowicz
Kazimierz Paszkowicz herbu Groty (ur. 10 marca 1788 w Zegrzu, zm. 29 lipca 1845 w Paryżu) – podpułkownik wojsk polskich w powstaniu listopadowym.

## Życiorys
W 1809 wstąpił do Pułku 2 Piechoty Armii Księstwa Warszawskiego. W 1810 awansowany na podporucznika, w 1812 - porucznika, w 1813 - kapitana. 23 października 1813 otrzymał Krzyż Legii Honorowej. W wybuchu powstania w 1830 jako jeden z nielicznych oficerów opowiedział się za dalszą walką. W 1831 dowódca 13 Pułku Piechoty Liniowej. 21 września 1831 odznaczony Krzyżem Kawalerskim Orderu Virtuti Militari. 
Po upadku powstania na emigracji we Francji. W 1833 roku był dowódcą 2. batalionu Hufca Świętego, złożonego z polskich emigrantów, próbujących przez Szwajcarię bezskutecznie nieść pomoc powstaniu we Frankfurcie. Czasowo przebywał w Szwajcarii do 1834. W 1834 roku skazany przez władze rosyjskie na powieszenie za udział w powstaniu listopadowym. Pochowany na Cmentarzu Montmartre.

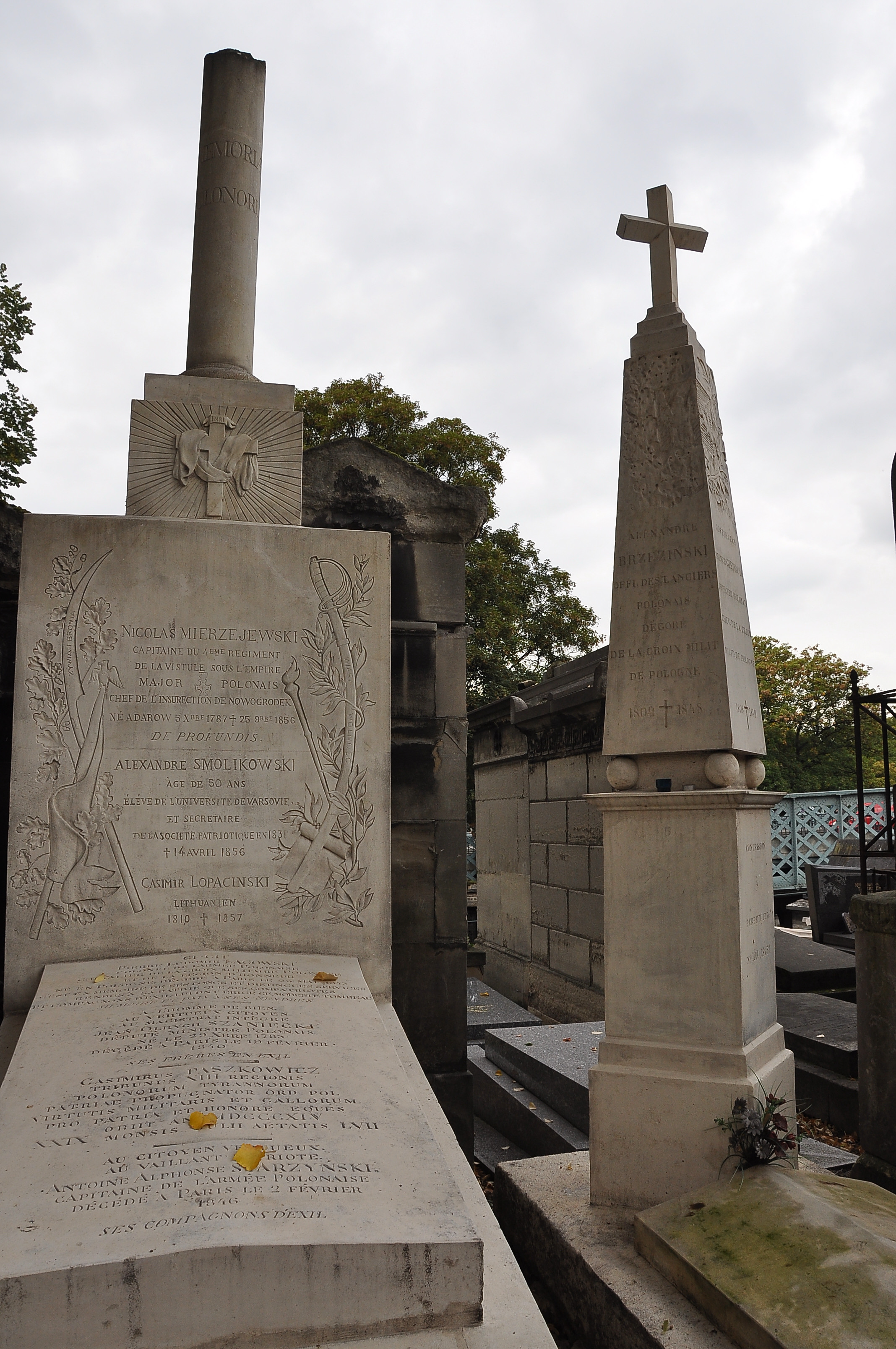
Grób na cmentarzu Montmartre (po lewej stronie)